# آندریا کوپی
آندریا کوپی (انگلیسی: Andrea Cupi؛ زادهٔ ۲۷ ژانویهٔ ۱۹۷۶) بازیکن فوتبال اهل ایتالیا است.
از باشگاه‌هایی که در آن بازی کرده‌است می‌توان به باشگاه فوتبال کارپی، باشگاه فوتبال لودیجیانی کالچو، باشگاه فوتبال آ.اس. رم، باشگاه فوتبال امپولی، و باشگاه فوتبال ناپولی اشاره کرد.